# Tractat de Londres (1604)
El Tractat de Londres de 1604 va ser un tractat de pau signat pel Regne d'Espanya i el Regne d'Anglaterra a la ciutat de Londres el 28 d'agost de 1604 i que marca el final de la Guerra angloespanyola de 1585–1604.
Les negociacions van tenir lloc a l'edifici de Somerset House, motiu pel qual també rep el nom de Conferència de Somerset House. Les condicions del tractat van ser bastant favorables a Espanya, però alhora van posar fi a les esperances espanyoles d'envair Anglaterra.

## Antecedents

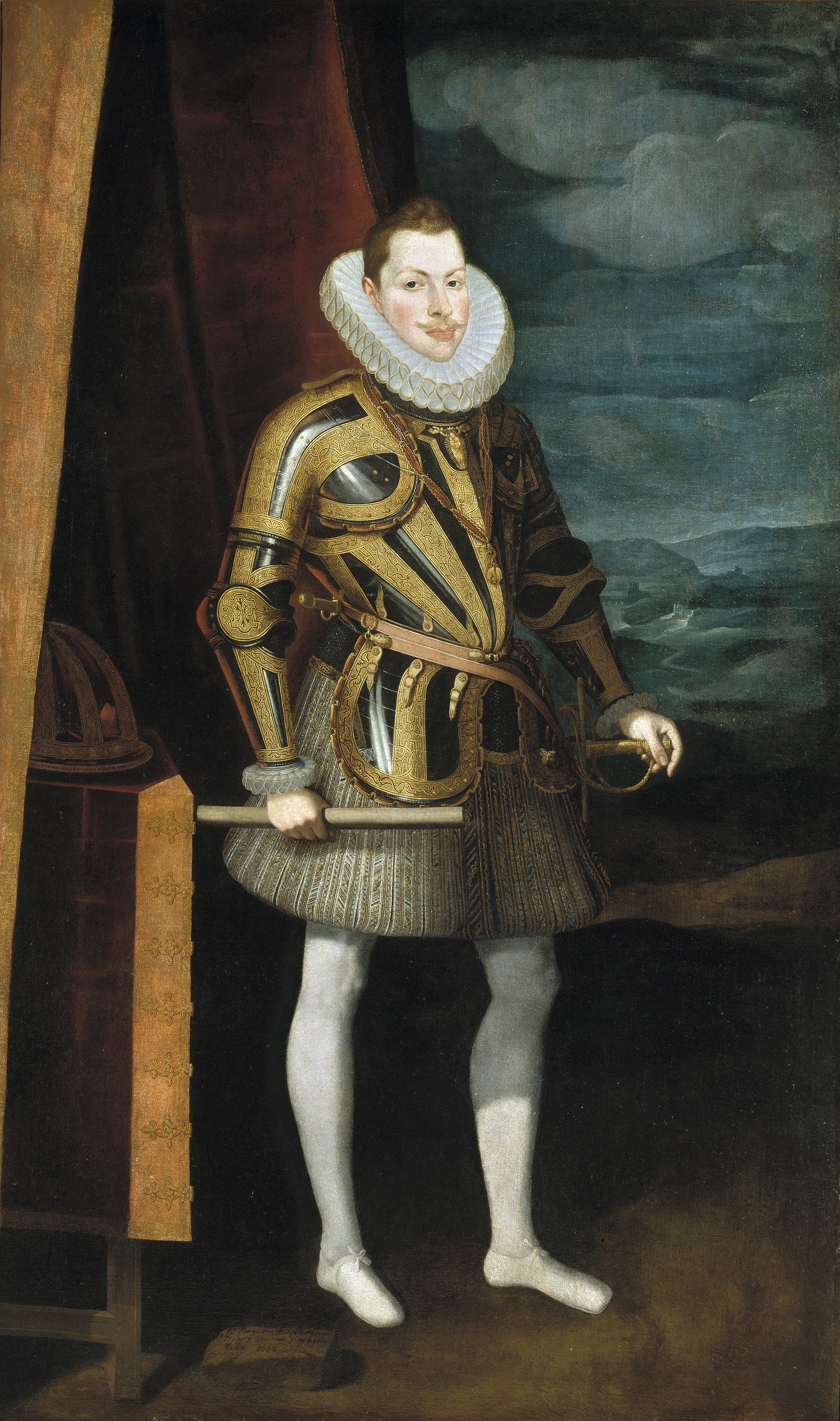
Felip III d'Espanya

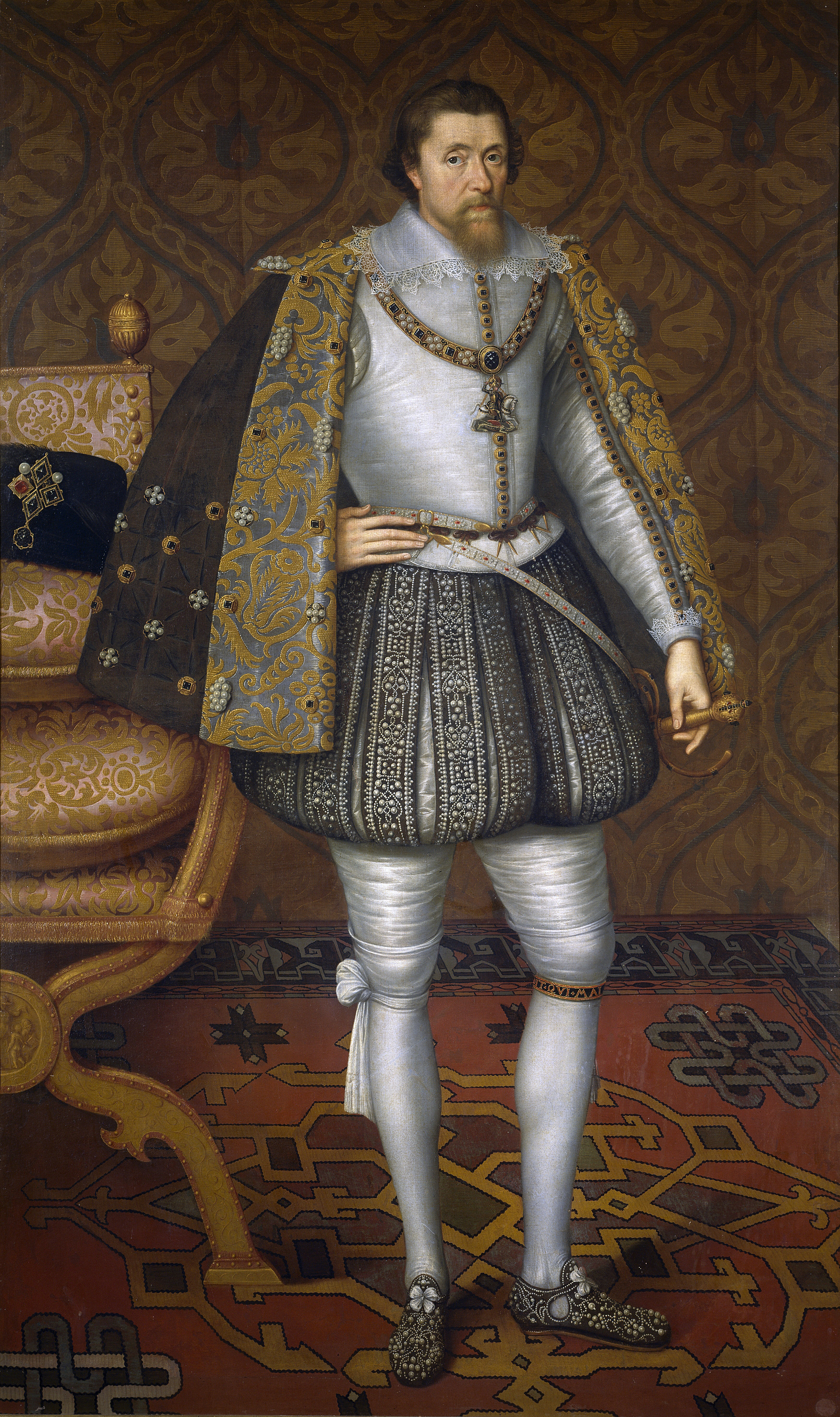
Jaume I d'Anglaterra i VI d'Escòcia

L'any 1603 Espanya i Anglaterra duen gairebé 20 anys immersos en guerra, amb enormes pèrdues per a ambdós països. A excepció de dues victòries angleses en els primers moments de la guerra (Batalla de Cadis de 1587 i el desastre de l'Armada Invencible el 1588), les successives confrontacions es comptaven en victòries espanyoles. El 1589 l'Armada anglesa va ser expulsada de la costa de Portugal, amb grans pèrdues en el bàndol anglès. Milers de soldats anglesos foren enviats al Regne de França i Flandes per a lluitar contra les tropes espanyoles, pràcticament sense èxit. Així mateix un aixecament catòlic a l'illa d'Irlanda, que donà suport ocasional a Espanya, desgastà encara més l'exèrcit anglès així com la seva moral (Guerra dels Nou Anys d'Irlanda). El tresor anglès estava esgotat per la guerra després de dècades de subministrar fons als rebels protestants a França i els Països Baixos espanyols, i problemes sanitaris (la pesta) i alimentaris (males collites) passaren grans factures als exèrcits.
Afegit a això, els esforços espanyols per a defensar la Flota d'Índies havien resultat reeixits gràcies a la mort el 1595 dels pirates John Hawkins i Francis Drake en l'expedició contra les possessions espanyoles al Carib amb l'atac a Puerto Rico. Tot i que l'any 1596 la ciutat de Cadis va ser atacada de nou per una flota anglo-holandesa, atac que va causar enormes danys, els atacants no van poder endur-se el tresor de la Flota d'Índies. Altres atacs marítims anglesos, com l'intent de presa de les Açores el 1597, van resultar ser fracassos.
La situació a Espanya, però, tampoc era massa bona després de dècades de guerra amb els rebels holandesos i França, Anglaterra i l'Imperi Otomà, que unit al cost de mantenir l'exèrcit professional, la marina i la defensa d'un imperi estès per quatre continents provocà l'entrada de l'estat en crisi econòmica. La situació va ser agreujada per una epidèmia de pesta a Castella.
Després de la mort d'Isabel I d'Anglaterra el 1603 el seu successor Jaume I d'Anglaterra imposà una política menys bel·licosa, suspenent les hostilitats amb Espanya.

## Condicions
En aquest context cal entendre que la promesa de Jaume I d'Anglaterra de no intervenir en els assumptes continentals fos suficient per a Felip III d'Espanya per a signar la pau. A canvi, Espanya renunciava a nomenar un rei catòlic per a la corona d'Anglaterra, i fins i tot a garantir tolerància anglesa al catolicisme.
Segons les condicions del tractat, Anglaterra renunciava a prestar cap tipus d'ajuda a les Províncies Unides, obria el Canal de la Mànega al transport marítim espanyol, prohibia als seus súbdits dur mercaderies d'Espanya a Holanda o viceversa, i prometia suspendre les activitats dels pirates a l'oceà Atlàntic. A canvi, Espanya concedia facilitats al comerç anglès a les Índies espanyoles.
La renúncia d'Anglaterra a continuar ajudant als rebels holandesos va ser la base del Treva dels Dotze Anys signada el 1609.
Anglaterra i Espanya van continuar en pau fins al 1655, quan es va declarar la guerra angloespanyola, i el tractat es va renovar Madrid en 1667.

## Delegació anglesa
- Robert Cecil (1563-1612), Secretari d'Estat i Ministre de Jaume I.
- Charles Blount (1563-1606), soldat.
- Thomas Sackville (1536-1608), poeta i Secretari del Tresor.
- Henry Howard (1540-1614)
- Charles Howard (1536-1624)

## Delegació espanyola
Els delegats espanyols provenien dels diferents regnes llavors sota domini espanyol.
- Carlos de Ligne, comte d'Aremberg.
- Juan Fernández de Velasco, duc de Frias i condestable de Castella.
- Jean Richardot, president del Consell Reial.
- Alessandro Robida, senador del Ducat de Milà.
- Louis Vereyken, auditor de Brussel·les.
- Juan de Tassis y Acuña, comte de Villamediana.

## Conseqüències
Amb Anglaterra fora del camí, els espanyols esperaven un cop final que obligués els holandesos a la pau llançant una enorme campanya dirigida per Ambrosi Spinola el 1606. Jaume I encara va permetre a l'exèrcit holandès reclutar soldats voluntaris anglesos al seu servei, uns 8.000 van servir als Països Baixos el 1605. A més, els corsaris anglesos ara s'aprofitaven de prestar els seus serveis als holandesos, que boicotejaven el transport marítim espanyol. Per contra, als vaixells de guerra i corsaris espanyols se'ls va permetre utilitzar els ports anglesos com a bases navals per atacar la navegació holandesa o per transportar reforços a Flandes. El novembre de 1607, els costos de les recents guerres amb França, els holandesos protestants i Anglaterra van provocar la fallida d’Espanya. Es va signar així la Treva dels dotze anys, que reconeixia formalment la independència de la República holandesa.
Per al públic anglès, el tractat era molt impopular, considerant-lo com una "pau humiliant". Van creure que el rei havia abandonat el seu aliat els Països Baixos per apaivagar els espanyols, i va fer que Jaume I fos "monumentalment impopular". Noel Caron, ambaixador de les Províncies Unides a Londres, va escriure que "mai es va rebre cap promulgació a Londres amb més frescor, í amb més tristesa". Com a tal acord, no es van celebrar celebracions públiques a Anglaterra, després de la seva signatura. La ruptura entre la política exterior de Jaume I i l'opinió pública s'eixamplaria uns anys després com a resultat de la "partida espanyola", quan la Cambra dels Comuns protestants s'enfrontaria al rei pel seu acord matrimonial entre Maria Anna d'Espanya, filla de Felip III i el fill del rei Jaume I, Carles, el príncep de Gal·les. La delegació anglesa, però, va considerar el tractat amb Espanya una victòria diplomàtica que va donar als anglesos la "pau amb honor". Les medalles d'or i plata dissenyades per Nicholas Hilliard van ser encunyades per commemorar la pau.
L'acord de pau va ser ben rebut a Espanya. Hi va haver grans celebracions públiques a la capital espanyola, Valladolid, d'abril a juny de 1605 en honor al tractat i al naixement del fill de Felip, Felip IV de Castella. També hi eren presents la delegació d’ambaixadors anglesos (que en comptava amb 500) dirigida pel lord almirall Charles Howard. Jaume I l'havia enviat a canvi que Don Juan de Velasco hagués arribat a Anglaterra per negociar la pau l'any anterior. La delegació anglesa va ser rebuda amb una càlida recepció i honors el 26 de maig, que va incloure la recepció de Howard a l'English College de Valladolid. El tractat es va ratificar al Palau Reial de Valladolid en presència de Howard el mes següent. Algunes veus de l'Església catòlica, però, van expressar la seva preocupació a Felip III pel seu assentament amb un "poder herètic", especialment Joan de Ribera, llavors bisbe de València que va protestar. Un cop conclòs l'acord, Felip III va nomenar don Pedro de Zuñiga com a primer ambaixador resident espanyol a Anglaterra.
Per a la corona espanyola, després del tractat de pau, hi havia l'esperança que Anglaterra acabés per aconseguir la tolerància als catòlics. No obstant això, la conspiració de la pólvora el 1605 en va destruir qualsevol possibilitat. Els temors protestants que una pau amb Espanya signifiqués finalment una invasió de jesuïtes i simpatitzants catòlics durant els propers anys tampoc es va materialitzar, ja que les lleis isabelines sobre reclusió van ser rígidament aplicades pel parlament.
Després de la signatura del tractat, Anglaterra i Espanya van romandre en pau fins al 1625.